# Honda S2000
La Honda S2000 est un cabriolet biplace à moteur avant et roues arrière motrices du constructeur automobile japonais Honda.

## Présentation
La S2000 est l'héritière de la série « S » du constructeur automobile Honda. Elle succède aux modèles sportifs S360, première de la lignée, S600 de 1964 à 1966 et à la S800. Elle est dérivée du prototype SSM pour Sport Study Model, présenté en 1995 au Salon de l'automobile de Tokyo.
Le modèle de présérie de la S2000 a été présenté en 1998 lors de la cérémonie du 50e anniversaire d'Honda pour célébrer celui-ci.
Elle est commercialisée à la fin de 1999 et durant les 10 ans de production, Honda a apporté chaque année de légères améliorations. En 10 ans, ce sont environ 110 000 exemplaires qui ont été produits, dont 20 000 pour l'Europe (560 vendus en France) et 20 000 pour le Japon. La fin de production est définitivement intervenue en juin 2009.
Son nom provient de sa cylindrée (1 997 cm3) en référence aux Honda S360, S500, S600 et S800.
Elle est le fruit du coup de crayon du designer Shigeru Uehara.
La S2000 est utilisée comme base de personnalisation par des préparateurs automobiles tel que Amuse ou Mugen.
La Honda S2000 apparaît dans le premier opus de la série Fast and Furious, où elle est conduite par le personnage Johnny Tran.
Elle a fait également une apparition remarquée dans le 2e opus du film Fast and Furious. Pour l'occasion, le modèle y était peint en rose et piloté par Suki.

### Concept car
Présenté au Tokyo Motor Show de 1995,, le concept car Honda SSM, pour Sport Study Model, est l'étude de style ayant servi au développement du S2000 de production.
Le concept SSM est un roadster à propulsion animé par un moteur 4-cylindres en ligne (non, 5 cylindres, qui deviendra 4 cylindres sur la S2000 de série) de 2,0 litres de cylindrée, construit sur un châssis rigide en X dont Honda affirme qu'il renforce de manière significative la rigidité et la sécurité en cas de choc. Le capot moteur est en aluminium et le véhicule présente une parfaite répartition des masses avant/arrière.
Le concept SSM est présenté inchangé dans plusieurs salons et événements pendant plusieurs années après sa présentation, promettant ainsi sa future mise en production que Honda annonça finalement dans le courant de l'année 1999.

## Caractéristiques techniques

### Motorisation
Le moteur d'origine F20C, est un moteur atmosphérique VTEC 4-cylindres en ligne de 2 litres qui développe 240 ch (120 ch/l) à 8 300 tr/min pour 236 g/km d'émission de CO2. La zone rouge est à 8 800 tr/min et le rupteur à 9 000 tr/min.
À noter que la légende populaire veut que son rupteur se trouve à 9 500 tr/min, ce qui est faux. Au déclenchement du rupteur, le barre-graph du compte-tours électronique clignote sur la zone 9 000 à 9 500. En réalité, le rupteur est vraiment à 9 000 tr/min.
La puissance spécifique de 120 ch/l (125 au Japon) atteinte par ce moteur était, jusqu'à l'apparition de la Ferrari 458 Italia, le record pour un moteur atmosphérique sur une voiture de série. Ferrari aura mis plus de 10 ans pour faire mieux que Honda.
Le moteur de la S2000 obtient le titre de meilleur moteur du monde pendant 4 années consécutives : 2000, 2001, 2002 et 2003.
Fin 2004, le constructeur de Tokyo développe, pour le marché nord américain, une nouvelle version du moteur, le F22C. La cylindrée est augmentée à 2,2 litres et le régime maximal descendu à 8 000 tr/min. Le couple quant à lui est augmenté et passe de 208 à 220 N m. Les versions 2,2 du S2000 sont les « vraies » versions AP2, toutes les versions 2.0 de 1999 à 2009 restent des AP1.

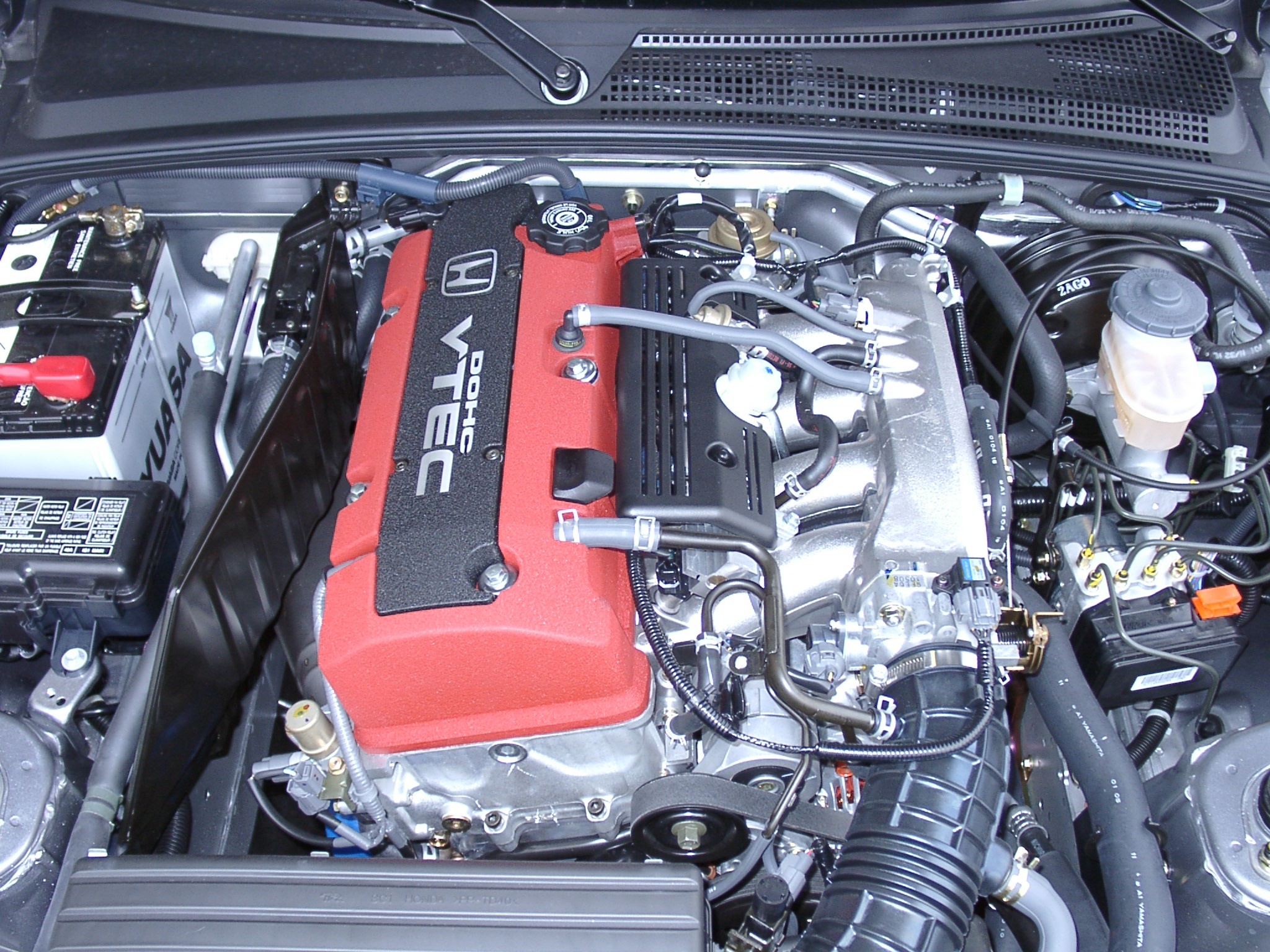
Moteur F20C de la Honda S2000.

|                                    | 2000 - 2003 AP1 (F20C) | 2004 - 2009 AP1 « AP2 » (F20C)                                                                                             | 2004 - 2009 AP2 (F22C1),                                                                                                   | 2008 - 2009 AP2 CR (F22C1)                                                                                                 |
| Moteur                             | Moteur | Moteur | Moteur | Moteur |
| ---------------------------------- | --- | --- | --- | --- |
| Type                               | 4-cylindres en ligne atmosphérique                                                                                         | 4-cylindres en ligne atmosphérique                                                                                         | 4-cylindres en ligne atmosphérique                                                                                         | 4-cylindres en ligne atmosphérique                                                                                         |
| Cylindrée                          | 1 997 cm3 | 1 997 cm3 | 2 157 cm3 | 2 157 cm3 |
| Puissance                          | 241 ch (177 kW) à 8 300 tr/min (US et EU) 250 ch (184 kW) à 8 300 tr/min (JP)                                              | 241 ch (177 kW) à 8 300 tr/min (US et EU) 250 ch (184 kW) à 8 300 tr/min (JP)                                              | 241 ch (177 kW) à 7 800 tr/min (US) 242 ch (178 kW) à 7 800 tr/min (JP)                                                    | 241 ch (177 kW) à 7 800 tr/min (US) 242 ch (178 kW) à 7 800 tr/min (JP)                                                    |
| Couple                             | 207 N m à 7 500 tr/min (US et EU) 218 N m à 7 500 tr/min (JP)                                                              | 207 N m à 7 500 tr/min (US et EU) 218 N m à 7 500 tr/min (JP)                                                              | 220 N m à 6 800 tr/min (US) 221 N m entre 6 500 et 7 500 tr/min (JP)                                                       | 220 N m à 6 800 tr/min (US) 221 N m entre 6 500 et 7 500 tr/min (JP)                                                       |
| Régime maxi                        | 8 800 tr/min / 9 000 tr/min                                                                                                | 8 800 tr/min / 9 000 tr/min                                                                                                | 8 000 tr/min / 8 200 tr/min                                                                                                | 8 000 tr/min / 8 200 tr/min                                                                                                |
| Alésage et course                  | 87 x 84,0 mm | 87 x 84,0 mm | 87 x 90,7 mm | 87 x 90,7 mm |
| Taux de compression                | 11,0:1 (US et EU) 11,7:1 (JP)                                                                                              | 11,0:1 (US et EU) 11,7:1 (JP)                                                                                              | 11,1:1 | 11,1:1 |
| Culasse/Distribution               | 16 soupapes, 2 arbres à cames en tête (DOHC) et distribution variable (VTEC)                                               | 16 soupapes, 2 arbres à cames en tête (DOHC) et distribution variable (VTEC)                                               | 16 soupapes, 2 arbres à cames en tête (DOHC) et distribution variable (VTEC)                                               | 16 soupapes, 2 arbres à cames en tête (DOHC) et distribution variable (VTEC)                                               |
| Transmission                       | Boîte de vitesses manuelle à 6 rapports                                                                                    | Boîte de vitesses manuelle à 6 rapports                                                                                    | Boîte de vitesses manuelle à 6 rapports                                                                                    | Boîte de vitesses manuelle à 6 rapports                                                                                    |
| Rapports de boîte                  | 1 : 3,133 2 : 2,045 3 : 1,481 4 : 1,161 5 : 0,970 6 : 0,810 Réduction : 1,160 Rapport final : 4,100 Marche arrière : 2,800 | 1 : 3,133 2 : 2,045 3 : 1,481 4 : 1,161 5 : 0,970 6 : 0,810 Réduction : 1,160 Rapport final : 4,100 Marche arrière : 2,800 | 1 : 3,133 2 : 2,045 3 : 1,481 4 : 1,161 5 : 0,943 6 : 0,763 Réduction : 1,208 Rapport final : 4,100 Marche arrière : 2,800 | 1 : 3,133 2 : 2,045 3 : 1,481 4 : 1,161 5 : 0,943 6 : 0,763 Réduction : 1,208 Rapport final : 4,100 Marche arrière : 2,800 |
| Type de carburant et consommations | | | | |
| Indice d'octane                    | 91 / 95 RON (98 RON recommandé)                                                                                            | 91 / 95 RON (98 RON recommandé)                                                                                            | 91 / 95 RON (98 RON recommandé)                                                                                            | 91 / 95 RON (98 RON recommandé)                                                                                            |
| Cycle urbain                       | 13,7 l/100 km | 13,7 l/100 km | N.C. | N.C. |
| Cycle extra-urbain                 | 8 l/100 km | 8 l/100 km | N.C. | N.C. |
| Cycle mixte                        | 10 l/100 km | 10 l/100 km | N.C. | N.C. |
| Dimensions                         | | | | |
| Longueur                           | 4 133 mm | 4 133 mm | 4 133 mm | 4 117 mm |
| Largeur                            | 1 750 mm | 1 750 mm | 1 750 mm | 1 750 mm |
| Hauteur                            | 1 270 mm | 1 270 mm | 1 270 mm | 1 288 mm |
| Empattement                        | 2 400 mm | 2 400 mm | 2 400 mm | 2 400 mm |
| Voies                              | Avant : 1 471 mm Arrière : 1 509 mm                                                                                        | Avant : 1 471 mm Arrière : 1 509 mm                                                                                        | Avant : 1 471 mm Arrière : 1 509 mm                                                                                        | Avant : 1 471 mm Arrière : 1 509 mm                                                                                        |
| Poids                              | 1 299 kg* *Poids moyen au regard des divers changements                                                                    | 1 299 kg* *Poids moyen au regard des divers changements                                                                    | 1 299 kg* *Poids moyen au regard des divers changements                                                                    | 1 254 kg (sans hard-top) 1 276 kg (avec hard-top) 1 295 kg (avec hard-top + audio + clim)                                  |
| Autres                             | | | | |
| Pneumatiques                       | Bridgestone Potenza S02 Avant : 205/55R16 91W Arrière : 225/50R16 91W                                                      | Bridgestone Potenza RE050 Avant : 215/45R17 87W Arrière : 245/40R17 91W                                                    | Bridgestone Potenza RE050 Avant : 215/45R17 87W Arrière : 245/40R17 91W                                                    | Bridgestone Potenza RE070 Avant : 215/45R17 87W Arrière : 255/40ZR17 94W                                                   |
| Freinage                           | 4 étriers simple piston Avant : disques ventilés de 300 mm Arrière : disques de 282 mm                                     | 4 étriers simple piston Avant : disques ventilés de 300 mm Arrière : disques de 282 mm                                     | 4 étriers simple piston Avant : disques ventilés de 300 mm Arrière : disques de 282 mm                                     | 4 étriers simple piston Avant : disques ventilés de 300 mm Arrière : disques de 282 mm                                     |

### Châssis
Bien qu'étant un cabriolet, la S2000 se révèle être une véritable sportive, doté d'un châssis en X extrêmement rigide (nommé par Honda « châssis poutre surdimensionné en X ») qui en remontre à bien des sportives de classe supérieure sur piste ou routes sinueuses (BMW M3 par exemple). Le moteur est positionné en central avant et placé longitudinalement. La répartition des 1 245 kg se fait à 49 % devant et 51 % derrière.
Les roues sont de 6,5 × 16 " & 7,5 × 16 ", chaussées en Bridgestone Potenza S02 JZ 205/55R16 91W & 225/50R16 92W spécifiques, et cachent des disques avant ventilés de 300 mm, et arrière de 282 mm, le tout complété par un ABS assez permissif.
En 2004 apparaît la Mk2, communément et à tort appelé AP2 (AP2 désignant uniquement les versions 2.2l), il s’agit en fait de modèles AP1134 et suivants. Cette date marque le remplacement de plusieurs éléments mobiles du châssis et l’apparition d’un contrôle de la stabilité VSA (en 2006) ainsi que les jantes de 17 pouces équipées de pneumatiques RE050, toujours de chez Bridgestone, en 215/45R17 87W pour l'avant et 245/40R17 91W pour l'arrière. Ces changements avaient pour principale vocation de canaliser (un peu) les ardeurs du train arrière, surtout sur le mouillé. Le tout s'accompagnant du remplacement des pare-chocs et des optiques avant et arrière.
- Capacité du réservoir : 50 litres
- Longueur : 4 135 mm
- Largeur : 1 750 mm
- Hauteur : 1 285 mm
- Empattement : 2 400 mm
- Voie avant : 1 470 mm
- Voie arrière : 1 510 mm
- Garde au sol : 129 mm

### Carrosserie

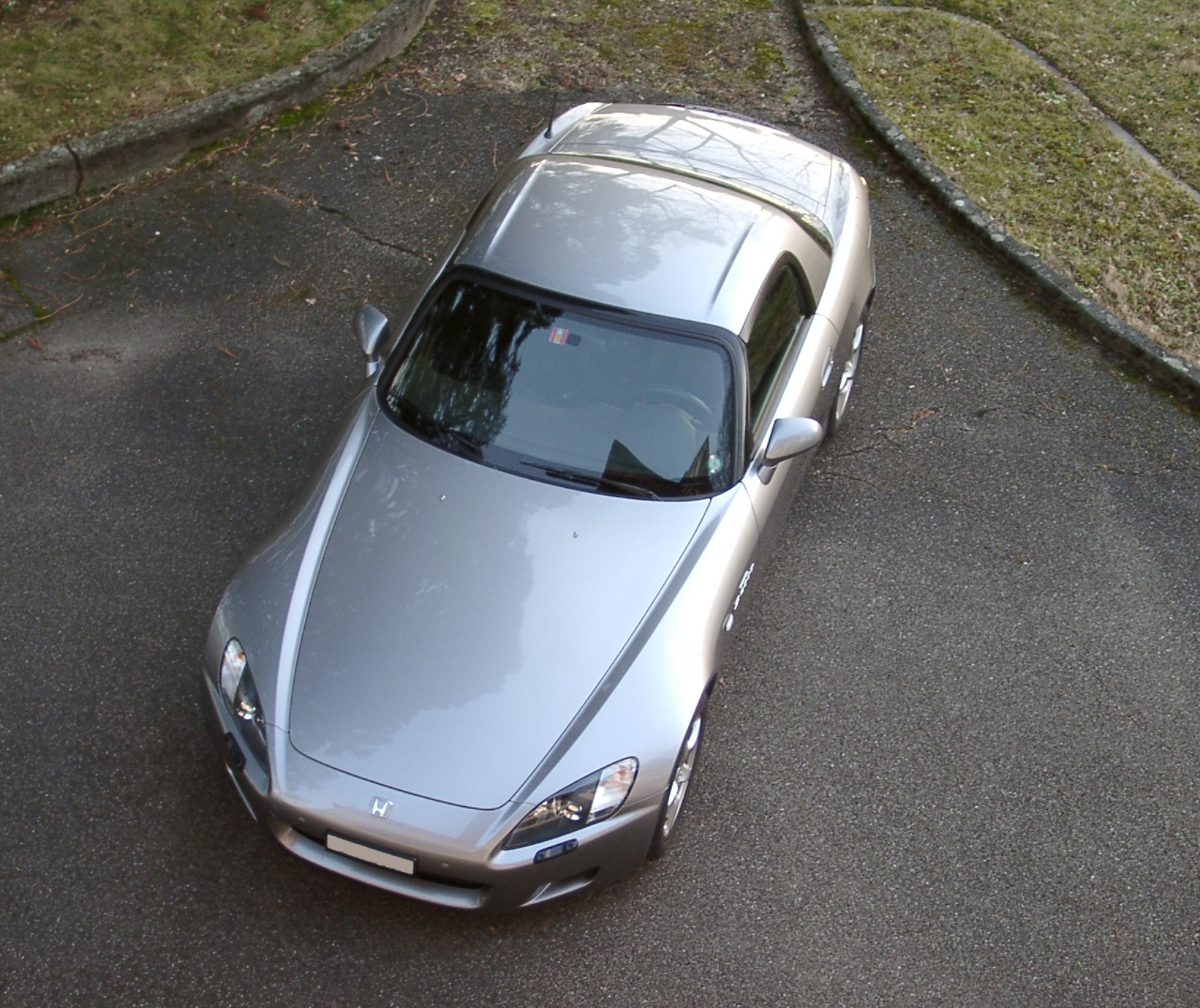
Honda S2000 avec hardtop.

Composée de nombreux éléments aluminium, l'auto se révèle relativement légère (1 245 kg).
Son Cx de 0,39 et Scx de 0,69 révèle un fuselage pénalisé par un pare-brise droit et des pneus larges.

### Transmission
Il s'agit d'une transmission à six rapports compacte et légère, avec une commutation très courte, un mouvement de 23 mm en travers de la grille et 40 mm de haut en bas. Elle utilise une synchronisation à double cône sauf pour la seconde qui dispose d'une synchronisation à triple cône.

### Performances
- 0 à 100 km/h : 6,1 s
- 400 m DA : 13,9 s
- Vmax : 248 km/h (chrono)

### Sécurité
La Honda S2000 obtient, au global, 4 étoiles sur 5. Pour ce qui est la protection des piétons, principalement en raison de son capot bas et de son pare-brise droit, elle fait moins bien avec seulement 1 étoile sur 4 au test Euro NCAP.

## Versions
- 2000 : « phase 1 » sortie fin 1999. Pneumatiques spécifiques Bridgestone Potenza S02 205/55R16 91W et 225/50R16 91W.
- 2002 : « phase 1.5 » avec phares à coques chromées, intérieur et capote bleus sur modèle bleu Nürburgring, levier de vitesse recouvert cuir ajouré, tweeter de porte, vitre arrière de la capote en verre. Jantes polies.
- 2004 : « phase 2 » Nouvel intérieur, nouveaux pare-chocs, phares, feux, jantes 17" équipées de pneus Bridgestone Potenza RE050 en 215/45R17 87W et 245/40R17 91W, châssis réglé moins réactif. Pour le marché nord-américain, nouveau moteur 2.2L (F22C). Pour la France, série limité 40e anniversaire (Couleur extérieur Moonrock, intérieur Tanneur et Hard-top de série) pour célébrer les 40 ans de Honda en France, numérotée de 00 à 40 (soit 41 véhicules).
- 2006 : « phase 2.5 » retouches châssis, ajout d'un contrôle de la stabilité (VSA) et d'un accélérateur électronique, nouvelles jantes 17", nouveaux sièges avec appuis-tête pleins, haut-parleurs dans les renforts arrière et régulateur de vitesse, en option.
- 2007 : lancement de la série limitée à 50 exemplaires (numérotées de 01 à 50) en Europe de couleur blanc nacré dénommée RJ (pour Rubens Barrichello et Jenson Button) en hommage à la présence de Honda en Formule 1, identifiable à la trappe d'autoradio blanche numérotée et dédicacée par les pilotes. Lancement de la série limitée S2000 CR (Club Racer) aux États-Unis, aucune modification moteur, disparition de capote au profit cache à double bosselage dans le prolongement des appuis-tête, teintes spécifiques (bleu, jaune, rouge), hard-top noir laqué, jantes 17" et pneumatiques Bridgestone Potenza RE070 spécifiques en 215/40R17 à l'avant et 255/40R17 à l'arrière, barre antiroulis et amortisseurs spécifiques, lame de pare-chocs avant et aileron spécifiques et intérieur avec sellerie alcantara noir et jaune, plaquages imitation carbone-kevlar, pommeau de levier de vitesses en alu spécifique (sphérique) et surpiqûres jaunes sur le volant et le soufflet de levier de vitesses. La climatisation, le régulateur de vitesse et le lecteur CD restent disponibles en option. Au Japon, une version visuellement proche de la CR est lancée la même année : la S2000 Type-S. Concrètement, et à l'inverse de la CR, la Type-S conserve sa capote en toile et les dimensions et profils pneumatiques standards (RE050).
- Mars 2009 : Lancement de la série spéciale S2000 Ultimate Edition (carrosserie blanche, jantes spécifiques, intérieur rouge).

## Arrêt de la S2000

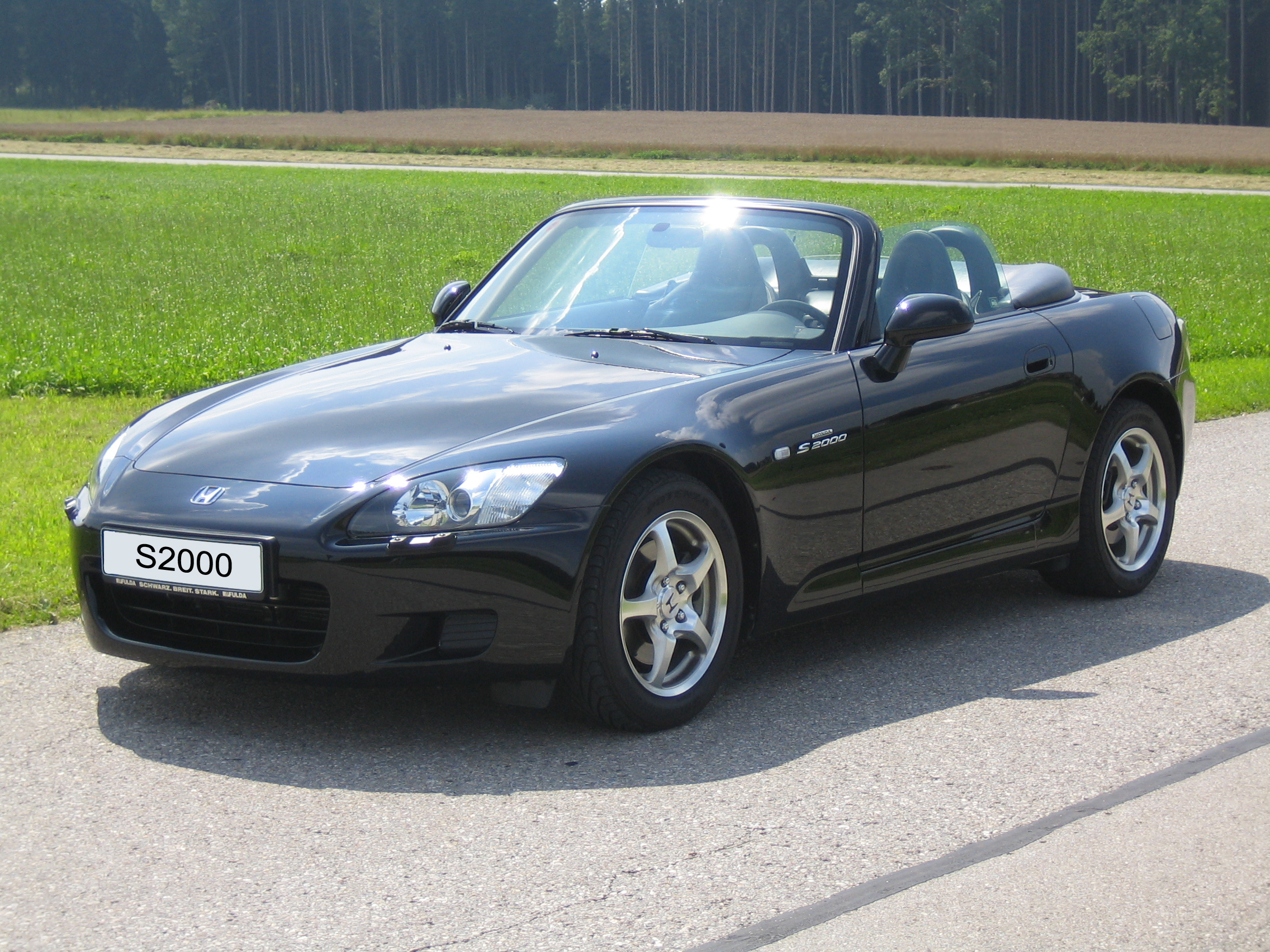
Honda S2000 (1999–2004).

Honda décide d'arrêter la production de la S2000 en 2009. Pour honorer le roadster, le constructeur décline celui-ci en une version ultime, la S2000 Ultimate Edition, toujours équipée du moteur F20C 2,0 L VTEC de 240 ch. Ce roadster sportif n'a pour l'heure pas de remplaçant et reste très apprécié des passionnés.

## Honda S2000 20th Anniversary Prototype
La division des accessoires Honda Access présente la Honda S2000 20th Anniversary Prototype au Tokyo Auto Salon 2020[source insuffisante].
Comme son nom l'indique, elle souffle les 20 bougies de la commercialisation de la S2000. Le constructeur l'a équipé d'un bouclier avant à la calandre élargie, de phares fumés, de coques de rétroviseurs noires, de jantes alliage et de sièges baquets rouges.